# Thanetien
| Systeem Periode                            | Serie Tijdvak | Etage Tijdsnede | Ouderdom (Ma) |
| ------------------------------------------ | ------------- | --------------- | ------------- |
| Neogeen                                    | Mioceen       | Aquitanien      | jonger        |
| Paleogeen                                  | Oligoceen     | Chattien        | 23,03–28,1    |
| Paleogeen                                  | Oligoceen     | Rupelien        | 28,1–33,9     |
| Paleogeen                                  | Eoceen        | Priabonien      | 33,9–38,0     |
| Paleogeen                                  | Eoceen        | Bartonien       | 38,0–41,3     |
| Paleogeen                                  | Eoceen        | Lutetien        | 41,3–47,8     |
| Paleogeen                                  | Eoceen        | Ypresien        | 47,8–56,0     |
| Paleogeen                                  | Paleoceen     | Thanetien       | 56,0–59,2     |
| Paleogeen                                  | Paleoceen     | Selandien       | 59,2–61,6     |
| Paleogeen                                  | Paleoceen     | Danien          | 61,6–66,0     |
| Krijt                                      | Boven         | Maastrichtien   | ouder         |
| Indeling van het Paleogeen volgens de ICS. |               |                 |               |

Het Thanetien (Vlaanderen: Thanetiaan) is in de geologische tijdschaal de laatste tijdsnede in het tijdvak Paleoceen (of in de chronostratigrafie de bovenste etage in de serie Paleoceen). Het Thanetien duurde van 59,2 tot 56,0 Ma. Het komt na/op het Selandien en na het Thanetien komt het Ypresien, de oudste tijdsnede of onderste etage in het Eoceen.

## Naamgeving en definitie
Het Thanetien werd in 1874 door de Zwitserse geoloog Eugène Renevier ingevoerd en is genoemd naar de Engelse regio Isle of Thanet.
De basis van het Thanetien ligt bij het begin van de magnetische chronozone C26n. Het referentieprofiel (de ontsluiting waarin zich de zogenaamde "golden spike" bevindt) is een ontsluiting aan het strand van Itzurun in Spaans Baskenland. De golden spike voor het Selandien bevindt zich in dezelfde ontsluiting.
De top van het Thanetien is de basis van het Ypresien, die gelegd wordt bij een negatieve δ13C-anomalie.